# Biserica de lemn din Turbuța
Biserica de lemn din Turbuța se află în localitatea omonimă din județul Sălaj și a fost ridicată cel mai probabil în decursul secolelor XVII–XVIII. Pe prispa bisericii este consemnat anul 1816, când s-a efectuat pictura și când au fost adăugate elemente de arhitectură noi bisericii. Tradiția din sat spune că biserica a fost adusă din Gâlgău Almașului. Biserica se află pe noua listă a monumentelor istorice sub codul LMI  SJ-II-m-B-05135.

## Istoric
Biserica de lemn din Turbuța, având hramul „Sfinții Arhangheli Mihail și Gavril”, a fost construită în jurul secolelor XVII–XVIII. Are un plan dreptunghiular cu absidă decroșată, pătrată. Înfățișarea exterioară a lăcașului este asemănătoare cu a multor monumente de acest fel din regiune. Pereții sunt formați din cununi de bârne îmbinate în coadă de rândunică. Ferestrele sunt mari, fiind tăiate în câte două bârne. Pridvorul se sprijină pe stâlpi de lemn, ca și prispa, iar acoperișul, în ape repezi, se termină cu turla înaltă cu fleșă și cruce în vârf.
Interiorul bisericii a fost pictat în 1816, așa cum arată însemnarea de pe peretele de nord al altarului. Unii cercetători au considerat că aceasta este chiar data ridicării așezământului. Din decorația interioară se poate vedea clar că aceasta a fost realizată într-un moment în care acoperișul nu fusese încă reparat, pictura fiind anterioară acoperirii cu tablă a bisericii. Din vechea pictură se conturează în pronaos figurile fecioarelor și ale femeilor mironosițe, în naos urme ale chipurilor mucenicilor pe centrul bolții, evangheliștii și Sfânta Troiță, totul înconjurat de scene din viața lui Iisus. Sunt prezente astfel imagini ca „Sărutul lui Iuda”, „Judecata lui Hristos”, „Învingerea morții” și „Cina cea de taină” aflată pe peretele dinspre nord al altarului, decorat de asemenea cu stâlpi ciopliți. Pictura a fost realizată în tonuri pastelate, predominante fiind cele de roșu-purpuriu, albastru-gri și alb, iar legendele sunt scrise în latină, română și maghiară. Stâlpii altarului, ca și prispa de pe latura de sud au fost, după unii cercetători, adăugiri realizate în același an cu execuția picturii. Coloritul și dispunerea imaginilor îi poate indica drept autori pe zugravii Lazăr Tocaciu și Biró Lajos din Orghiz.
În anul 1972 construcția prezenta o periculoasă înclinare. Restaurarea a dus la acoperirea cu scânduri a ancadramentului.